# دودرشتات
دودراشتات (بالألمانية: Duderstadt) هي بلدة ألمانية تقع في ألمانيا في سكسونيا السفلى. يقدر عدد سكانها بـ 22,833 نسمة .

## أعلام
- ثيودور بارث